# Giro d’Italia 2012

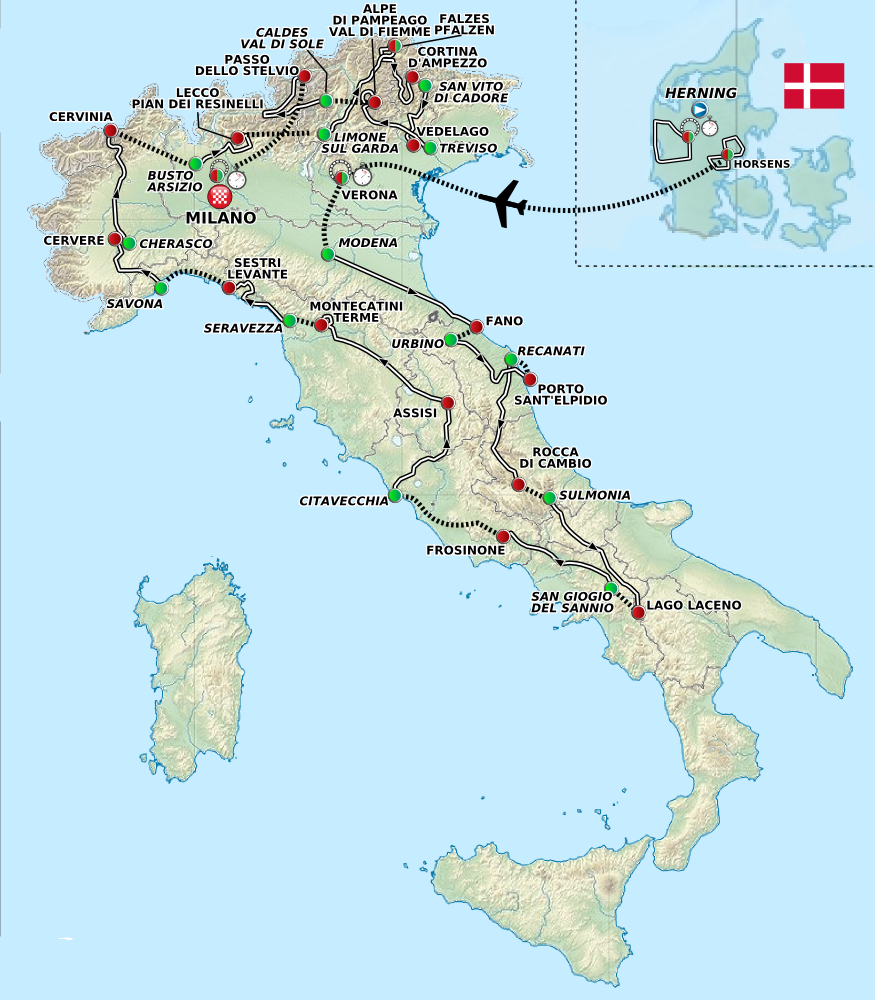
Överblick på etapperna under 2012 års upplaga av Giro d'Italia.

Giro d’Italia 2012 var den 95:e upplagan av cykeltävlingen Giro d’Italia. Tävlingen inleddes den 5 maj med en prolog i Herning, Danmark, och avslutades traditionsenligt i Milano den 27 maj. Vann gjorde Kanadas Ryder Hesjedal tävlande för Garmin-Sharp.

## Etapper
| Etapp | Datum  | Start                  | Mål                       | Distans | Typ        | Typ        | Etappvinnare           | Totalledare          |
| ----- | ------ | ---------------------- | ------------------------- | ------- | ---------- | ---------- | ---------------------- | -------------------- |
| 1     | 5 maj  | Herning                | Herning                   | 8,7     | Tempo      | Prolog     | Taylor Phinney         | Taylor Phinney       |
| 2     | 6 maj  | Herning                | Herning                   | 206     | Platt      | Platt      | Mark Cavendish         | Taylor Phinney       |
| 3     | 7 maj  | Horsens                | Horsens                   | 190     | Platt      | Platt      | Matthew Goss           | Taylor Phinney       |
| -     | 8 maj  | Vilodag                | Vilodag                   | Vilodag | Vilodag    | Vilodag    | Vilodag                | Vilodag              |
| 4     | 9 maj  | Verona                 | Verona                    | 32,3    | Tempo      | Lagtempo   | Garmin-Barracuda       | Ramūnas Navardauskas |
| 5     | 10 maj | Modena                 | Fano                      | 199     | Platt      | Platt      | Mark Cavendish         | Ramūnas Navardauskas |
| 6     | 11 maj | Urbino                 | Porto Sant'Elpidio        | 207     | Kuperat    | Kuperat    | Miguel Ángel Rubiano   | Adriano Malori       |
| 7     | 12 maj | Recanati               | Rocca di Cambio           | 202     | Kupert     | Kuperat    | Paolo Tiralongo        | Ryder Hesjedal       |
| 8     | 13 maj | Sulmona                | Lago Laceno               | 229     | Kuperat    | Kuperat    | Domenico Pozzovivo     | Ryder Hesjedal       |
| 9     | 14 maj | San Giorgio nel Sannio | Frosinone                 | 171     | Platt      | Platt      | Francisco José Ventoso | Ryder Hesjedal       |
| 10    | 15 maj | Civitavecchia          | Assisi                    | 187     | Kuperat    | Kuperat    | Joaquim Rodríguez      | Joaquim Rodríguez    |
| 11    | 16 maj | Assisi                 | Montecatini Terme         | 243     | Platt      | Platt      | Roberto Ferrari        | Joaquim Rodríguez    |
| 12    | 17 maj | Seravezza              | Sestri Levante            | 157     | Kuperat    | Kuperat    | Lars Bak               | Joaquim Rodríguez    |
| 13    | 18 maj | Savona                 | Cervere                   | 121     | Flat       | Platt      | Mark Cavendish         | Joaquim Rodríguez    |
| 14    | 19 maj | Cherasco               | Cervinia                  | 205     | Bergsetapp | Bergsetapp | Andrey Amador          | Ryder Hesjedal       |
| 15    | 20 maj | Busto Arsizio          | Lecco, Pian dei Resinelli | 172     | Bergsetapp | Bergsetapp | Matteo Rabottini       | Joaquim Rodríguez    |
| -     | 21 maj | Vilodag                | Vilodag                   | Vilodag | Vilodag    | Vilodag    | Vilodag                | Vilodag              |
| 16    | 22 maj | Limone sul Garda       | Falzen                    | 174     | Kupert     | Kuperat    | Ion Izagirre           | Joaquim Rodríguez    |
| 17    | 23 maj | Falzen                 | Cortina d'Ampezzo         | 187     | Bergsetapp | Bergsetapp | Joaquim Rodríguez      | Joaquim Rodríguez    |
| 18    | 24 maj | San Vito di Cadore     | Vedelago                  | 139     | Platt      | Platt      | Andrea Guardini        | Joaquim Rodríguez    |
| 19    | 25 maj | Treviso                | Alpe di Pampeago          | 197     | Bergsetapp | Bergsetapp | Roman Kreuziger        | Joaquim Rodríguez    |
| 20    | 26 maj | Caldes, Val di Sole    | Passo dello Stelvio       | 218     | Bergsetapp | Bergsetapp | Thomas De Gendt        | Joaquim Rodríguez    |
| 21    | 27 maj | Milano                 | Milano                    | 31,5    | Tempo      | Tempo      | Marco Pinotti          | Ryder Hesjedal       |